# タトラK2T
タトラK2Tは、チェコで使用される路面電車車両の1形式。チェコスロバキア時代に製造された連接車のタトラK2に対し機器更新を始めとした近代化工事が行われた車両で、全車ともブルノ市電に在籍する。

## 概要
チェコの都市・ブルノの路面電車であるブルノ市電では、長年主力車両として使用されていた2車体連接車のタトラK2に対し、機器の更新を主とした近代化工事が施工されていた。それらのうち、1999年から更新工事が実施された車両がタトラK2Tである。
前年の1998年まで更新工事が行われていたタトラK2Rと異なり、車体はコルゲート加工の撤去や側面窓上の行先表示器を除いて大規模な改造は実施されず、前面形状の変更も行われなかった。一方で車内は床張りの交換、乗降扉の半自動化、車内案内表示装置の設置など幾つかの改装が行われた他、運転台の構造も変化し速度制御が従来の足踏みペダルからマスター・コントローラーへと変更された。制御装置については絶縁ゲートバイポーラトランジスタ（IGBT）素子を用いた電機子チョッパ制御に対応するTV14形へと交換された。

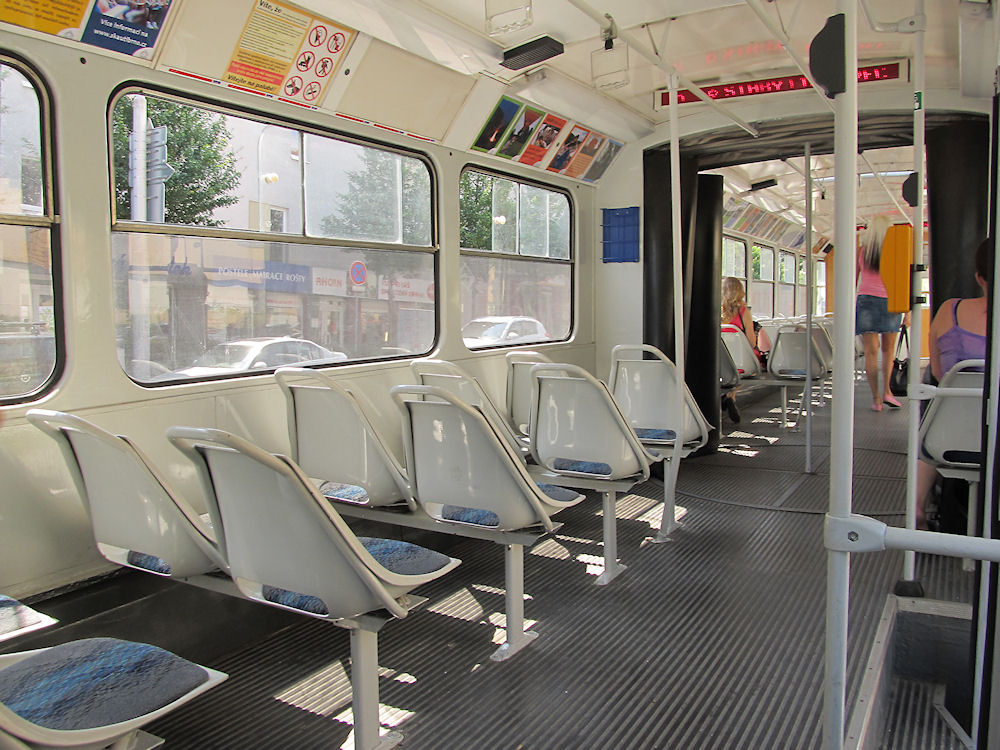
車内
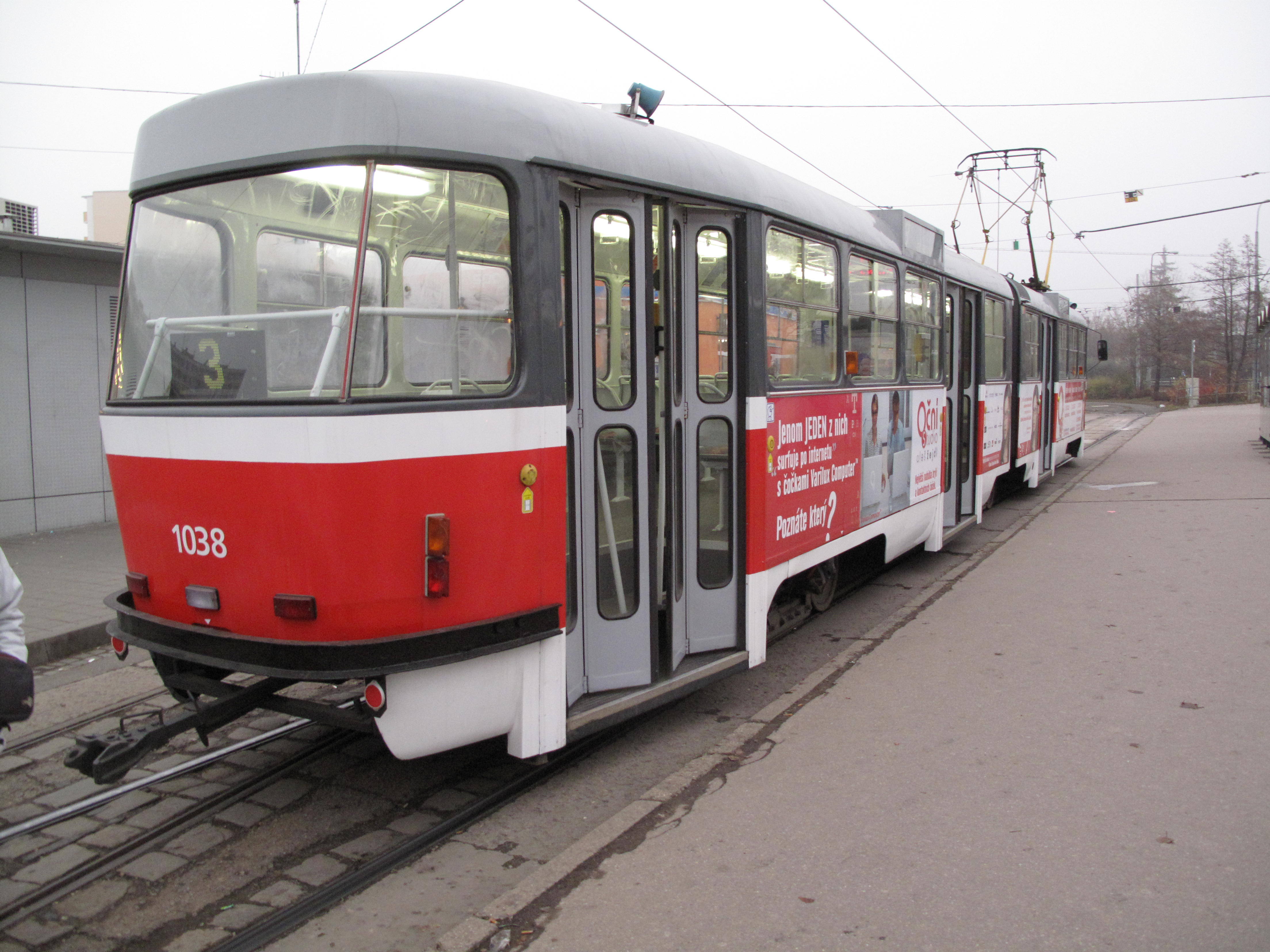
後方（2009年撮影）

1999年から改造が始まり、2000年までに4両が導入されたが、同年に改造を実施していたČKDタトラが倒産した事によりそれ以上の導入は行われていない。2021年現在も4両が在籍するが、そのうち1両（1033）は同年時点で運用を離脱している。

車両一覧
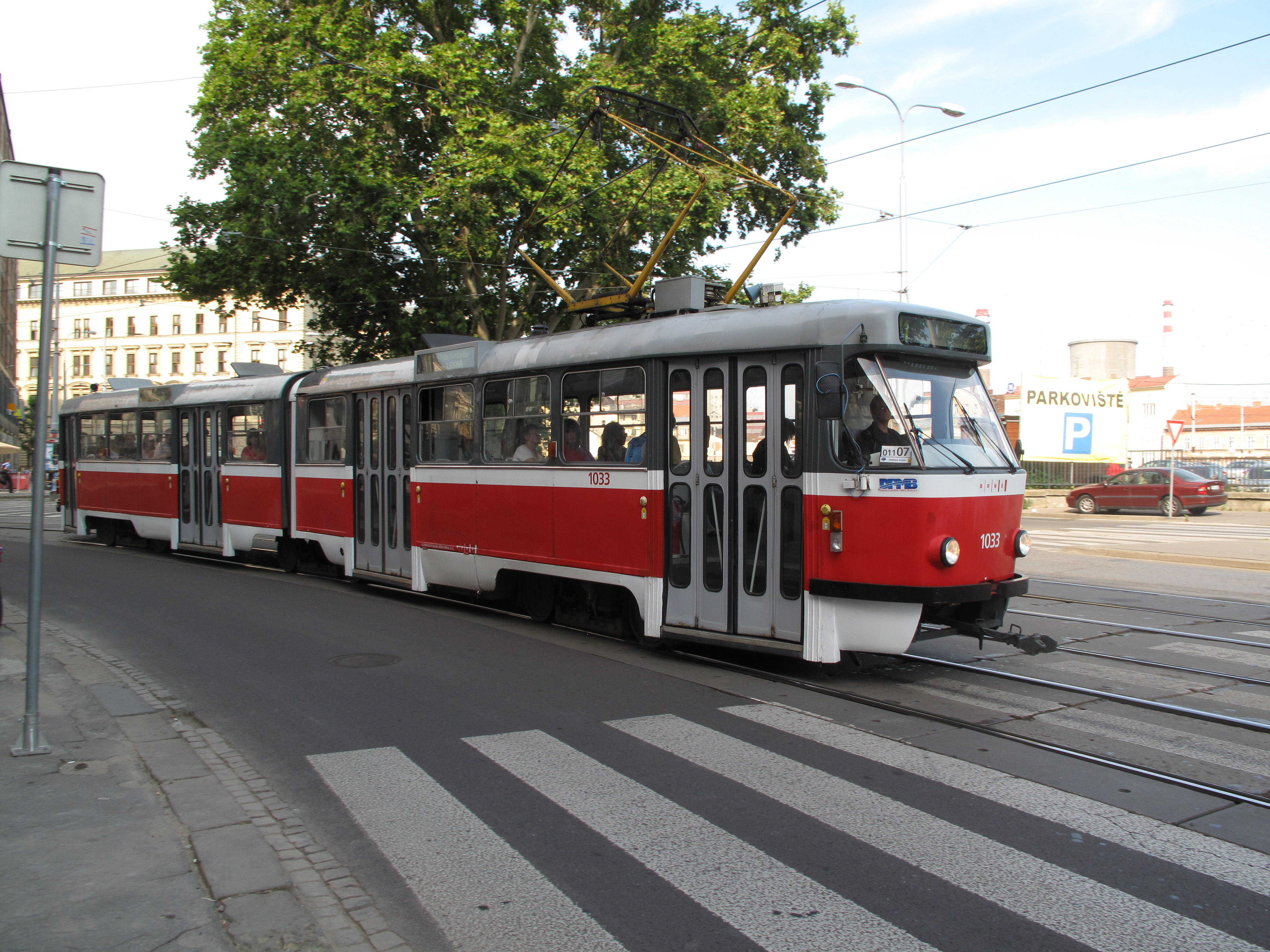
1033（2010年撮影）
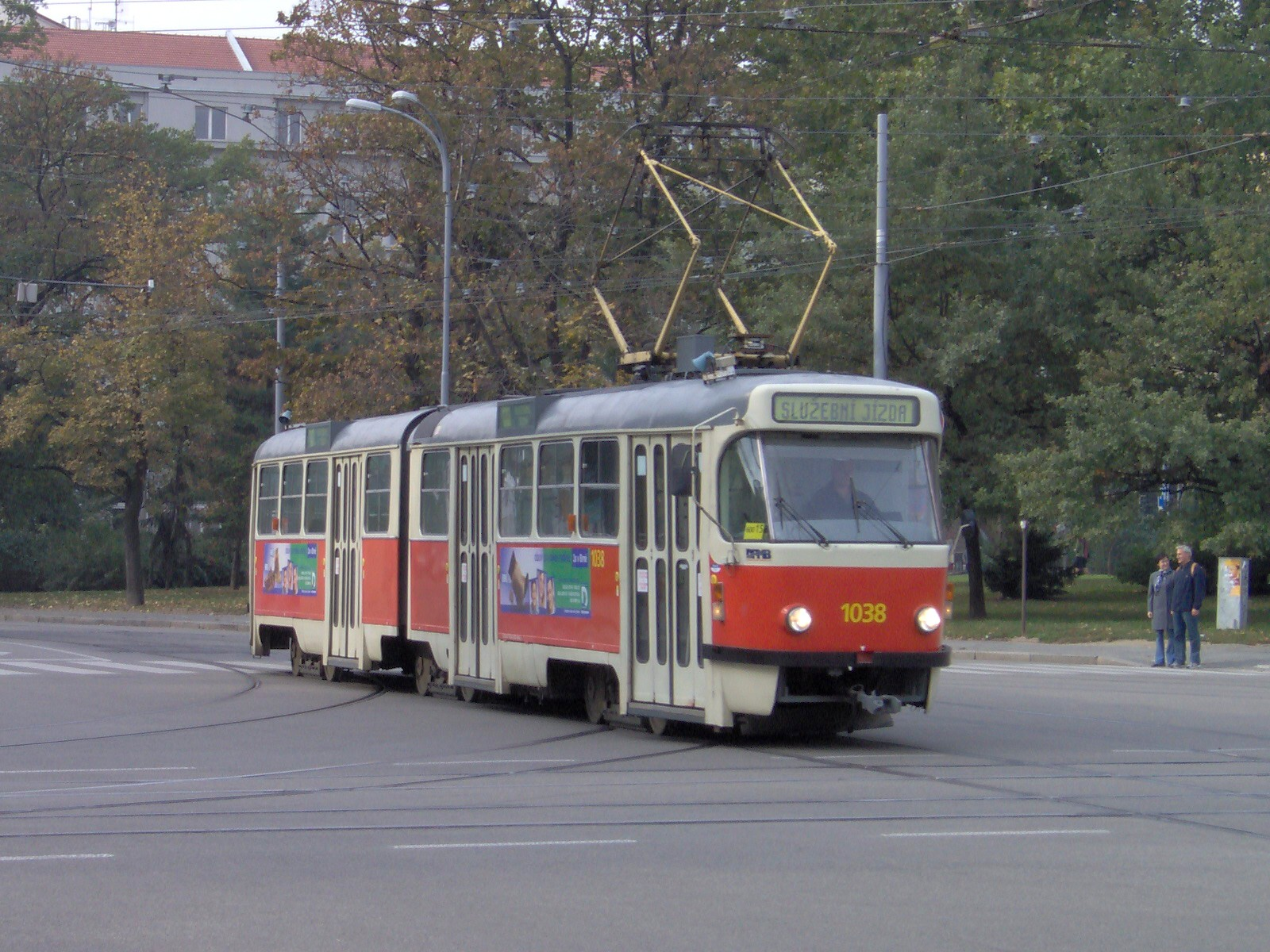
1038（2005年撮影）
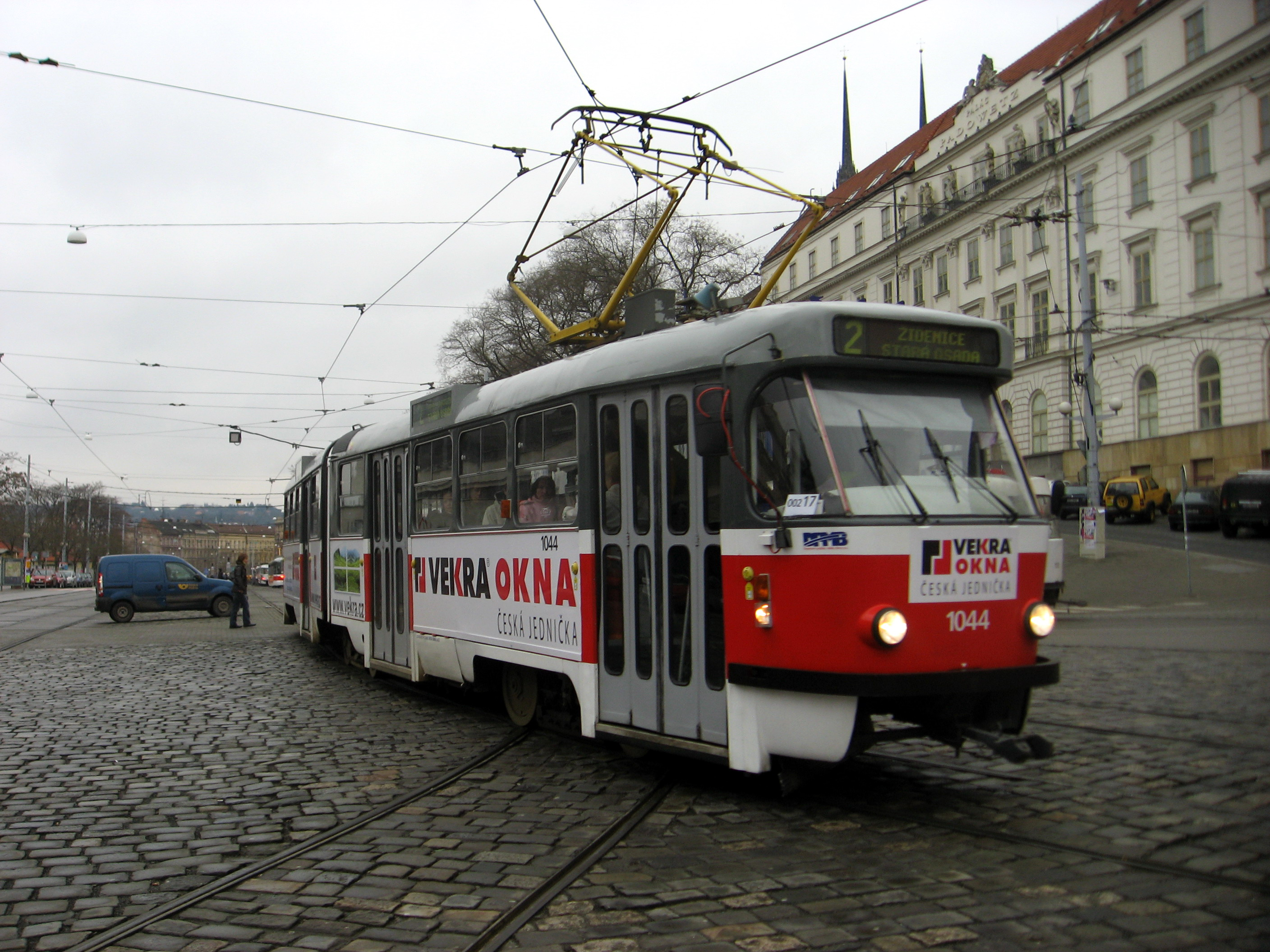
1044（2009年撮影）
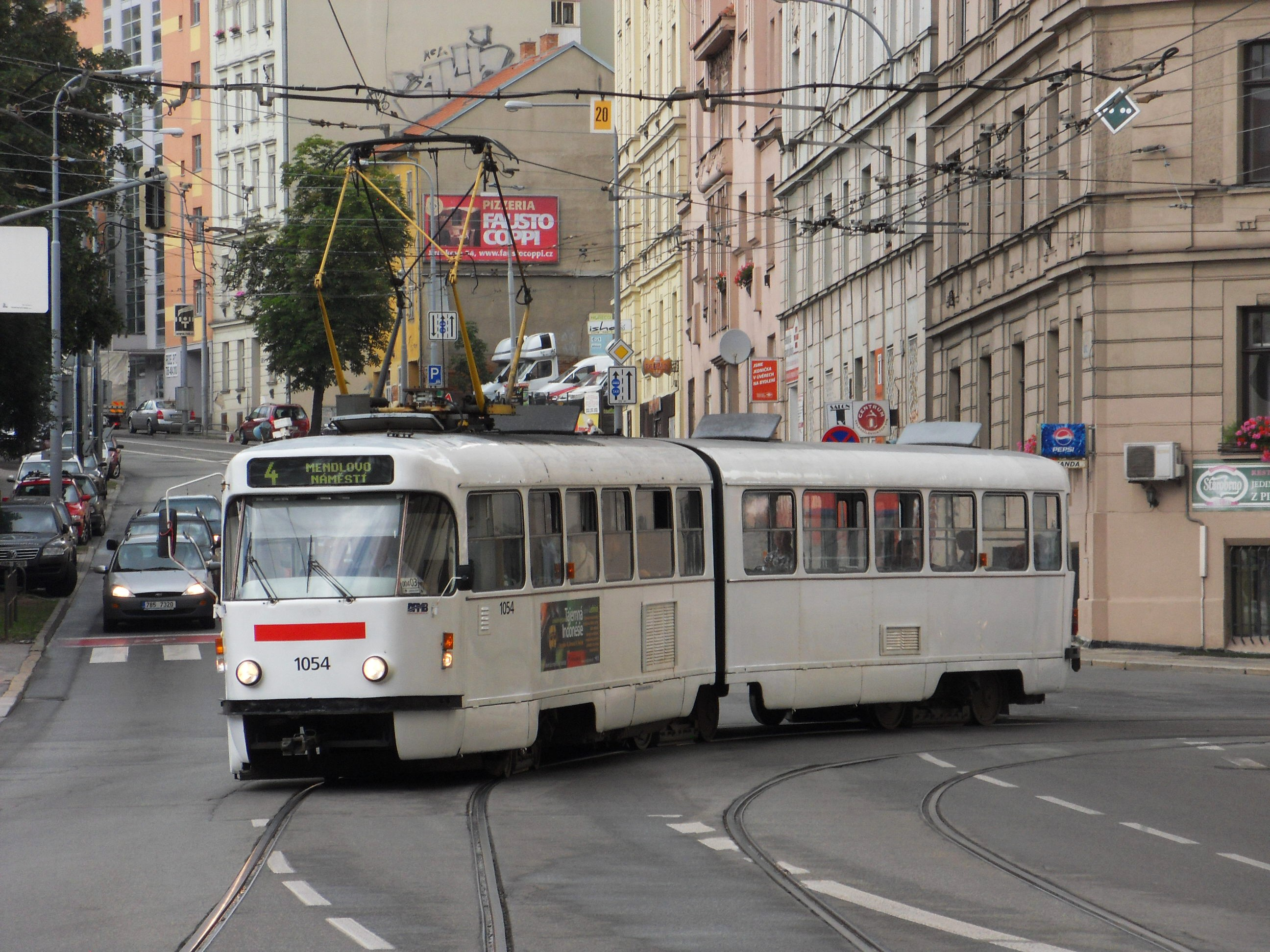
1054（2011年撮影）